# ادی کالی
ادی کالی (به انگلیسی: Ade Kali) در هند است که در punjab, india واقع شده‌است.